# اسکات لارنس
اسکات لارنس (انگلیسی: Scott Lawrence؛ زادهٔ ۲۷ سپتامبر ۱۹۶۳) هنرپیشه اهل ایالات متحده آمریکا است. وی از سال ۱۹۸۷ میلادی تاکنون مشغول فعالیت بوده‌است.

## گزیده فیلمشناسی
از فیلم‌ها یا برنامه‌های تلویزیونی که وی در آن نقش داشته‌است می‌توان به آثار زیر اشاره کرد.
- همزاد (فیلم ۱۹۹۳) (۱۹۹۳)
- پلیس زمان (۱۹۹۴)
- جاگ (۱۹۹۵)
- کلاورفیلد (۲۰۰۸)
- آواتار (فیلم ۲۰۰۹) (۲۰۰۹)
- پیشتازان فضا به‌سوی تاریکی (۲۰۱۳)
- روبی (فیلم) (۱۹۹۲)
- آشفتگی (فیلم ۱۹۹۷) (۱۹۹۷)
- شبکه اجتماعی (فیلم) (۲۰۱۰)
- میزبان (فیلم ۲۰۱۳) (۲۰۱۳)
- به‌سوی طوفان (۲۰۱۴)
- دنی کالینز (فیلم) (۲۰۱۵)
- برابرها (فیلم) (۲۰۱۵)
- لژیون (مجموعه تلویزیونی) (۲۰۱۷)
- بابای آمریکایی! (۲۰۰۹)
- داستان ترسناک آمریکایی (۲۰۱۱)
- از مردگان متحرک بترسید (۲۰۱۵)
- جنگ ستارگان مقاومت (۲۰۱۸)